# Ljutvi Achmedov
Ljutvi Džiber Achmedov nebo turecky Lütfi Ahmetov (10. dubna 1930 – 18. listopadu 1997) je bývalý bulharský zápasník turecké národnosti, stříbrný olympijský medailista z roku 1964.

## Sportovní kariéra
Je rodákem z obce Podajva v Razgradské oblasti. Zápasení v národním stylu (zápasení na louce v kalhotách) se věnoval od útlého dětství. V první polovině padesátých let dvacátého století si ho vybral tehdy začínající trenér Rajko Petrov do reprezentačního týmu v olympijské zápasu ve volném stylu. Do nominace pro start na olympijské hry v Melbourne v roce 1956 se však nevešel přes Juseina Mechmedova. V roce 1958 získal svoji první velkou medaili z mistrovství světa před domácím publikem v druhém olympijském zápasnickém stylu – zápasu řecko-římském. V roce 1959 se stal mistrem světa ve volném stylu v íránském Teheránu.
V roce 1960 startoval jako úřadující mistr světa na olympijských hrách v Římě v nejtěžší váhové kategorii nad 87 kg. Do Říma si však formu nepřivezl a po třech remízách vypadl předčasně ve 4. kole dosažením maxima šesti klasifikačních bodů. Obsadil dělené 5. místo. Od roku 1962 přestoupil se změnami váhových limitů do váhy nad 97 kg. V roce 1964 startoval opět ve volném stylu na olympijských hrách v Tokiu. Od úvodního kola potvrzoval roli spolufavorita se sovětským Alexandrem Ivanickým. V rozhodujícím zápase o zlatou olympijskou medaili však musel Ivanického porazit jakýmkoliv rozdílem, což se mu nepodařilo a po nerozhodném výsledku (tzv. taktické remíze) s Ivanickým získal stříbrnou olympijskou medaili.
Sportovní kariéru ukončil po zranění v roce 1966. Věnoval se trenérské práci. Jeho syn Šukri Ljutviev patřil k předním světovým volnostylařům v sedmdesátých letech dvacátého století. Zemřel v roce 1997. V Razgradu je po něm pojmenovaný zápasnický klub.

## Výsledky

### Volný styl
| Turnaj             | 1958 | 1959 | 1960 | 1961 | 1962 | 1963 | 1964 | 1965 | 1966 |
| Turnaj             | 28   | 29   | 30   | 31   | 32   | 33   | 34   | 35   | 36   |
| Turnaj             | +87  | +87  | +87  | +87  | +97  | +97  | +97  | +97  | +97  |
| ------------------ | ---- | ---- | ---- | ---- | ---- | ---- | ---- | ---- | ---- |
| Olympijské hry     |      |      | 5.   |      |      |      | 2.   |      |      |
| Mistrovství světa  |      | 1.   |      | —    | 2.   | 2.   |      | 2.   | —    |
| Mistrovství Evropy |      |      |      |      |      |      |      | 1.   | 2.   |

### Řecko-římský styl
| Turnaj             | 1958 | 1959 | 1960 | 1961 | 1962 | 1963 | 1964 | 1965 | 1966 |
| Turnaj             | 28   | 29   | 30   | 31   | 32   | 33   | 34   | 35   | 36   |
| Turnaj             | +87  | +87  | +87  | +87  | +97  | +97  | +97  | +97  | +97  |
| ------------------ | ---- | ---- | ---- | ---- | ---- | ---- | ---- | ---- | ---- |
| Olympijské hry     |      |      | —    |      |      |      | —    |      |      |
| Mistrovství světa  | 2.   |      |      | —    | —    | 6.   |      | —    | —    |
| Mistrovství Evropy |      |      |      |      |      |      |      | —    | —    |